# Robersonville
Robersonville is een plaats (town) in de Amerikaanse staat North Carolina en valt bestuurlijk gezien onder Martin County.

## Demografie
Bij de volkstelling in 2000 werd het aantal inwoners vastgesteld op 1731.
In 2006 is het aantal inwoners door het United States Census Bureau geschat op 1617, een daling van 114 (-6,6%).

## Geografie
Volgens het United States Census Bureau beslaat de plaats een oppervlakte van
3,1 km², geheel bestaande uit land.

## Plaatsen in de nabije omgeving
De onderstaande figuur toont nabijgelegen plaatsen in een straal van 16 km rond Robersonville.

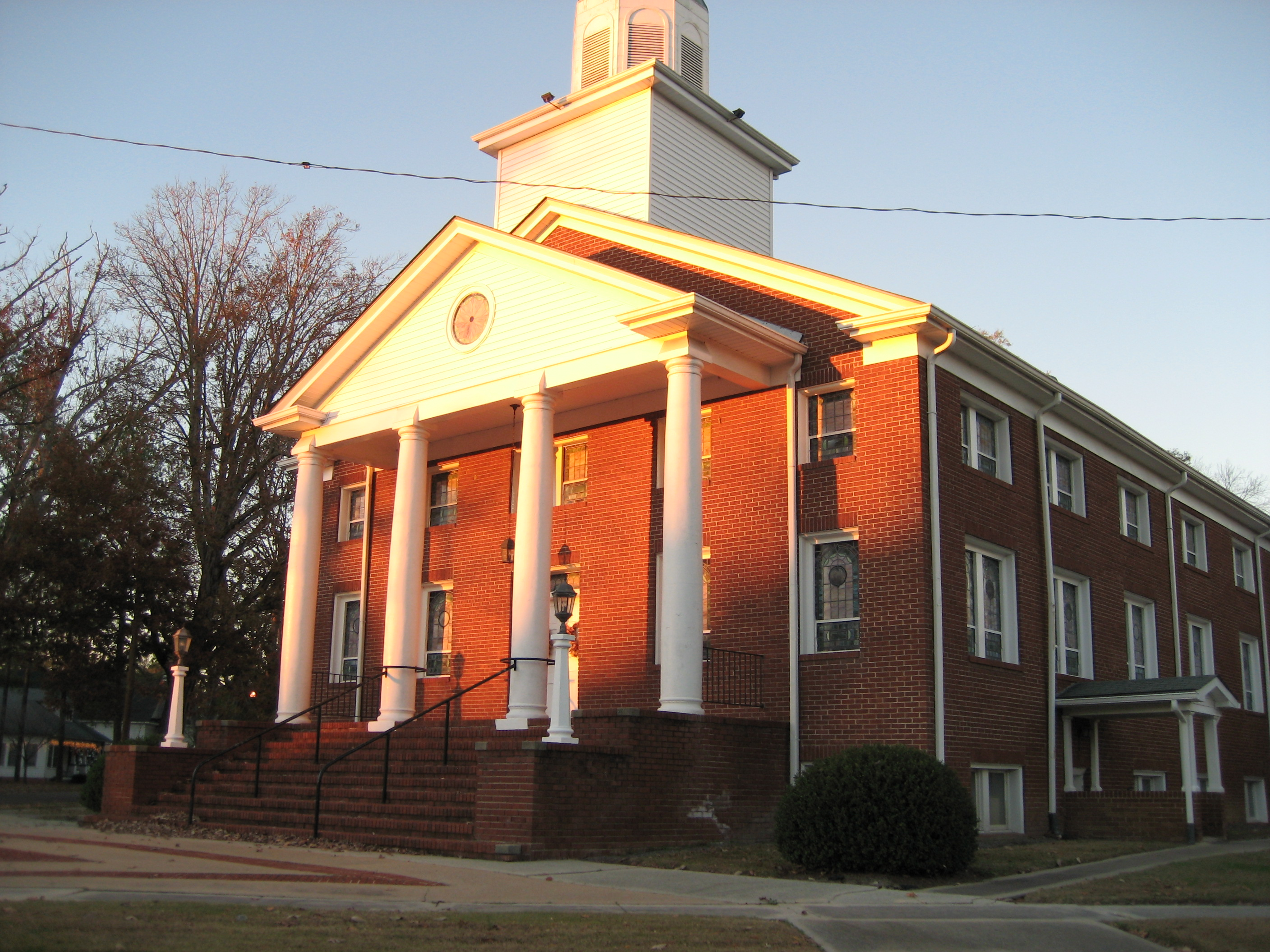
First Baptist Chuch in Robersonville